# John Maxwell (acteur)
Pour les articles homonymes, voir John Maxwell et Maxwell.
John Maxwell, née le 11 mars 1918 à Spokane (Washington) et mort le 18 juillet 1982 , est un acteur américain.

## Filmographie partielle
- 1941 : Flying Cadets d'Erle C. Kenton
- 1942 : Grand Central Murder de S. Sylvan Simon
- 1942 : Arizona Terrors de George Sherman
- 1942 : Broadway de William A. Seiter
- 1943 : False Faces de George Sherman
- 1944 : Kismet de William Dieterle
- 1948 : Visage pâle  de Norman Z. McLeod
- 1950 : Quand la ville dort de John Huston
- 1951 : Le Rôdeur de Joseph Losey
- 1953 : Bigamie d'Ida Lupino
- 1956 : Coup de fouet en retour de John Sturges